# Grimov laz
Grimov laz (943 m n.p.m. ) – przełęcz w północnej (słowackiej) części Gór Tokajsko-Slańskich.
Znajduje się w głównym grzbiecie tych gór, tuż na południe od ich najwyższego szczytu, Šimonki. Ma formę szerokiego siodła, pokrytego po wschodniej stronie dużą polaną, na której wiosną kwitną przebiśniegi. Na jej skraju znajdują się wiata turystyczna z miejscem na ognisko oraz kapliczka z drewnianym świątkiem, natomiast pośrodku – studnia z wodą.
Węzeł pieszych szlaków turystycznych: 
 Ruská Nová Ves – Tri Chotáre – Przełęcz Hanuszowska – Čierna hora – przełęcz Červená mláka – przełęcz Grimov laz – Makovica – Mošník – Przełęcz Herlańska – Lazy – Przełęcz Slańska – Slanec
 Hermanovce nad Topľou – przełęcz Grimov laz – Zlatá Baňa
 na szczyt Šimonka